# Trận Okehazama
Trận Okehazama (桶狭間の戦い (Dũng Hiệp Gian chiến) Okehazama-no-tatakai) diễn ra vào tháng 6 năm 1560. Trong trận này, Oda Nobunaga đánh bại Imagawa Yoshimoto và trở thành một trong những lãnh chúa hàng đầu trong thời đại Sengoku.

## Bối cảnh
Vào tháng 5-6 năm 1560, Imagawa Yoshimoto, với quân đội vào khoảng 35.000 người, hành quân đến Kyoto. Tiến vào lãnh địa nhà Oda ở tỉnh Owari, đầu tiên ông chiếm được pháo đài tiền tiêu ở Washizu và Marune trước khi đóng trại ở rừng trên đèo Dengaku-hazama. Điều này đã được các thám báo của Oda Nobunaga báo cáo đầy đủ, và sau đó, Nobunaga dẫn quân của mình đến chùa Zenshō-ji, cách đó không xa, ở bên kia đường Tōkaidō.
Nếu Nobunaga quyết định đánh vỗ mặt, trận chiến cứ tưởng là dễ đoán; quân đội của ông chỉ bằng một phần mười quân của Imagawa. Một cuộc đột kích trực diện sẽ là tự sát và một nỗ lực để trụ lại ở Zenshō-ji sẽ chỉ được vài ngày. Vì sự chênh lệch lớn của hai phe, vài quân sư của Nobunaga thậm chí còn khuyên ông nên đầu hàng. Nobunaga, tuy vậy, quyết định phát động một cuộc tấn công bất ngờ vào trại của Imagawa. Khi ông đưa ra quyết định này, ông đã nói:

"Imagawa có 40.000 đang dẫn quân đến đây? Ta không tin. Hắn 'chỉ có' 25.000 lính. Ừ, vẫn còn quá nhiều. Vậy thì, Sado, ngươi muốn ta đầu hàng. Sẽ ra sao nếu đầu hàng? Ngươi có hiểu chết theo kiểu ấy sẽ như thế nào không?
Hay sẽ sao nếu chúng ta cứ cố thủ theo ý của Katsuie? Sẽ ra sao nếu chúng ta vẫn nằm trong lâu đài này, khóa nó lại, và đợi đến khi Imagawa hết hứng thú, ngừng cuộc vây hãm và về nhà? Chúng ta có thể kéo dài sự sống thêm năm mười ngày nữa, và những gì mà chúng ta định phòng thủ thì không thể nào chống đỡ nổi.
Các ngươi biết đấy, chúng ta đang ở dưới hố. Và số mệnh của chúng ta thật thú vị. Tất nhiên, khổ đau cũng quá lớn.
Những đây là điều mà ta thấy: đây là cơ hội của đời ta. Và ta không thể bỏ lỡ nó.
Liệu các ngươi có muốn sống cả đời để cầu cho sự trường thọ?
Chúng ta sinh ra là để chết!
Ai theo ta, ngày mai ra trận với ta. Ai không, hãy ở lại và xem ta thắng lợi trở về!"

## Trận đánh
Nobunaga để lại một đội quân nhỏ ở chùa với thật nhiều cờ, để đánh lừa rằng đội quân này lớn hơn nhiều, thu hút sự chú ý của quân địch và làm họ không biết đến lực lượng 3.000 người của mình đang hành quân đến chỗ họ bằng một đường lòng vòng trong rừng.
Quân đội nhà Imagawa hoàn toàn bất ngờ trước đòn tấn công này, và đặc biệt là không tuân lệnh vì đang say; thực ra, họ đang ăn mừng chiến thắng bằng hát, múa và sake. Cơ hội cho họ có thể phát hiện ra quân đội nhà Oda đang đến càng ít hơn vì cơn mưa to và sấm sét bất chợt đúng lúc quân nhà Oda đang tiến sát đến doanh trại vào ngày 12 tháng 6.
Khi cơn bão đã qua, quân của Nobunaga tràn vào doanh trại từ hướng Bắc, và binh lính nhà Imagawa, hoàn toàn bị bất ngờ, chạy theo mọi hướng. Việc này làm cho lều của chỉ huy không được phòng bị, và quân nhà Oda tiến ngày càng gần hơn. Imagawa Yoshimoto, không hiểu điều gì đã xay ra, nghe thấy âm thanh và chui ra khỏi lều, quát thét lính của mình ngừng chè chén say sưa và trở lại vị trí của mình. Khi ông nhận ra rằng các samurai trước mặt ông không phải là người của mình thì đã quá muộn. Ông bị giáo của một samurai đâm xuyên ta, và bị một người khác chặt đầu.

## Sau trận đánh
Khi thủ lĩnh tử trận cùng với hai viên tướng, những sĩ quan còn lại của nhà Imagawa đào ngũ sang các quân đội khác. Trong một thời gian ngắn, thế lực của nhà Imagawa tan rã. Chiến thắng của Nobunaga thật phi thường, và trận này là bước đầu tiên tiến tời mục đích thống nhất của ông. Một trong những vị tướng sẽ phản bội lại nhà Imagawa là Matsudaira Motoyasu (sau này được biết đến với cái tên Tokugawa Ieyasu) ở tỉnh Mikawa, cùng với Honda Tadakatsu và Hattori Hanzo. Motoyasu tổ chức quân đội riêng của mình ở Mikawa, và sau đó trở thành đồng minh với Oda Nobunaga và là người cuối trong ba người thống nhất Nhật Bản.

## Danh sách các tướng lĩnh tham chiến
| Quân đội nhà Oda - Oda Nobunaga - Shibata Katsuie - Hattori Kazutada - Mōri Yoshikatsu - Kinoshita Tokichiro | Quân đội nhà Imagawa - Imagawa Yoshimoto - Asahina Yasutomo - Matsudaira Motoyasu - Ii Naomori - Honda Tadakatsu - Hattori Hanzo |  |